# Актјубинска област
Актјубинска област (каз. Ақтөбе облысы, рус. Актюбинская область) се налази на западном делу Казахстана. Главни град области је Актобе (или Актјубинск). Број становника области је 797.036 по попису из 2013.